# Love Me like You Do
"Love Me like You Do" is een nummer van de Britse zangeres Ellie Goulding uit 2015. Het is de soundtrack van de film Fifty Shades of Grey.
Het nummer werd een wereldwijde hit. In het Verenigd Koninkrijk, en in heel veel andere landen, werd het een nummer 1-hit. In de Amerikaanse Billboard Hot 100 haalde het de 3e positie, en in zowel de Nederlandse Top 40 als de Vlaamse Ultratop 50 werd een 2e positie gehaald.

## Hitnoteringen

### Nederlandse Top 40
| Hitnotering: 31-01-2015 t/m 11-07-2015 | Hitnotering: 31-01-2015 t/m 11-07-2015 | Hitnotering: 31-01-2015 t/m 11-07-2015 | Hitnotering: 31-01-2015 t/m 11-07-2015 | Hitnotering: 31-01-2015 t/m 11-07-2015 | Hitnotering: 31-01-2015 t/m 11-07-2015 | Hitnotering: 31-01-2015 t/m 11-07-2015 | Hitnotering: 31-01-2015 t/m 11-07-2015 | Hitnotering: 31-01-2015 t/m 11-07-2015 | Hitnotering: 31-01-2015 t/m 11-07-2015 | Hitnotering: 31-01-2015 t/m 11-07-2015 | Hitnotering: 31-01-2015 t/m 11-07-2015 | Hitnotering: 31-01-2015 t/m 11-07-2015 | Hitnotering: 31-01-2015 t/m 11-07-2015 |
| Week:                                  | 1                                      | 2                                      | 3                                      | 4                                      | 5                                      | 6                                      | 7                                      | 8                                      | 9                                      | 10                                     | 11                                     | 12                                     | 13                                     |
| -------------------------------------- | -------------------------------------- | -------------------------------------- | -------------------------------------- | -------------------------------------- | -------------------------------------- | -------------------------------------- | -------------------------------------- | -------------------------------------- | -------------------------------------- | -------------------------------------- | -------------------------------------- | -------------------------------------- | -------------------------------------- |
| Positie:                               | 29                                     | 13                                     | 7                                      | 3                                      | 2                                      | 2                                      | 2                                      | 3                                      | 3                                      | 5                                      | 5                                      | 8                                      | 12                                     |
| Week:                                  | 14                                     | 15                                     | 16                                     | 17                                     | 18                                     | 19                                     | 20                                     | 21                                     | 22                                     | 23                                     | 24                                     |                                        |                                        |
| Positie:                               | 14                                     | 14                                     | 14                                     | 17                                     | 22                                     | 25                                     | 30                                     | 31                                     | 33                                     | 37                                     | 39                                     | uit                                    |                                        |

### NederlandseSingle Top 100
| Positie: | 49 | 15 | 7  | 7  | 2  | 2  | 2  | 3  | 4  | 5  | 6  | 9  | 11 | 12 | 12 | 13 | 14 | 15 | 22  | 22 | 32 | 32 | 35  | 39  | 35 |
| Week:    | 26 | 27 | 28 | 29 | 30 | 31 | 32 | 33 | 34 | 35 | 36 | 37 | 38 | 39 | 40 | 41 | 42 | 43 |     | 44 | 45 | 46 | 47  |     |    |
| Positie: | 33 | 41 | 47 | 47 | 51 | 55 | 63 | 78 | 73 | 78 | 75 | 80 | 80 | 88 | 87 | 89 | 91 | 84 | uit | 89 | 84 | 74 | 100 | uit |    |

### 3FM Mega Top 50
| Hitnotering: 24-01-2015 t/m 15-08-2015 | Hitnotering: 24-01-2015 t/m 15-08-2015 | Hitnotering: 24-01-2015 t/m 15-08-2015 | Hitnotering: 24-01-2015 t/m 15-08-2015 | Hitnotering: 24-01-2015 t/m 15-08-2015 | Hitnotering: 24-01-2015 t/m 15-08-2015 | Hitnotering: 24-01-2015 t/m 15-08-2015 | Hitnotering: 24-01-2015 t/m 15-08-2015 | Hitnotering: 24-01-2015 t/m 15-08-2015 | Hitnotering: 24-01-2015 t/m 15-08-2015 | Hitnotering: 24-01-2015 t/m 15-08-2015 | Hitnotering: 24-01-2015 t/m 15-08-2015 | Hitnotering: 24-01-2015 t/m 15-08-2015 | Hitnotering: 24-01-2015 t/m 15-08-2015 | Hitnotering: 24-01-2015 t/m 15-08-2015 | Hitnotering: 24-01-2015 t/m 15-08-2015 | Hitnotering: 24-01-2015 t/m 15-08-2015 |
| Week:                                  | 1                                      | 2                                      | 3                                      | 4                                      | 5                                      | 6                                      | 7                                      | 8                                      | 9                                      | 10                                     | 11                                     | 12                                     | 13                                     | 14                                     | 15                                     | 16                                     |
| -------------------------------------- | -------------------------------------- | -------------------------------------- | -------------------------------------- | -------------------------------------- | -------------------------------------- | -------------------------------------- | -------------------------------------- | -------------------------------------- | -------------------------------------- | -------------------------------------- | -------------------------------------- | -------------------------------------- | -------------------------------------- | -------------------------------------- | -------------------------------------- | -------------------------------------- |
| Positie:                               | 40                                     | 20                                     | 6                                      | 4                                      | 4                                      | 2                                      | 2                                      | 4                                      | 4                                      | 4                                      | 6                                      | 7                                      | 9                                      | 9                                      | 11                                     | 12                                     |
| Week:                                  | 17                                     | 18                                     | 19                                     | 20                                     | 21                                     | 22                                     | 23                                     | 24                                     | 25                                     | 26                                     | 27                                     | 28                                     | 29                                     | 30                                     |                                        |                                        |
| Positie:                               | 12                                     | 15                                     | 19                                     | 19                                     | 33                                     | 34                                     | 34                                     | 36                                     | 38                                     | 40                                     | 43                                     | 44                                     | 45                                     | 47                                     | uit                                    |                                        |

### NPO Radio 2 Top 2000
| Nummer met noteringen in de NPO Radio 2 Top 2000 | '15  | '16  |
| ------------------------------------------------ | ---- | ---- |
| Love Me Like You Do                              | 1967 | 1805 |

1. ↑  Een vetgedrukt getal geeft de hoogste notering aan.
2. ↑  2015 was het eerste jaar met een notering voor dit nummer.
3. ↑  Deze tabel is bijgewerkt tot en met de laatste editie (2024).